# 紫序箭竹
紫序箭竹（学名：Fargesia vicina）为禾本科箭竹属下的一个种。

## 扩展阅读
- 維基物種上的相關：紫序箭竹